# 露口達
露口 達（つゆぐち たつ、1910年7月25日- 1994年7月15日 ）は、日本の経営者。日清紡績社長、会長を務めた。

## 来歴・人物
愛媛県出身。1933年に東京帝国大学法学部法律学科を卒業し、同年に日清紡績に入社した。1957年12月に取締役に就任し、1959年6月に常務、1963年12月に専務を経て、1964年6月に社長に就任。1973年12月に会長に就任し、1978年7月に相談役を経て、1987年には名誉顧問に就任。
1994年7月15日、脳梗塞のために死去。83歳没。